# Elliott Halstead
Elliott Halstead – nauruański polityk, członek Lokalnej Rady Samorządowej Nauru w latach 50. XX wieku. Reprezentant okręgu wyborczego Meneng.